# 学校事務
学校事務（がっこうじむ）とは、広い意味では学校教育における事務全般（校務分掌や児童生徒の成績評価や指導要録の作成など）をいうが、狭義では学校事務職員が行う事務（施設管理・会計業務・教職員の給与や服務管理など）を指す。

## 職務内容
小学校、中学校、高校、大学をはじめとする様々な学校において、教育と関連活動に関する事務作業を行う。具体的には、以下のような仕事を担う。
- 庶務関係 - 来校者や電話の応対、学生証の作成、学割や在学証明書の発行など[1]。
- 人事労務関係 - 教職員の勤務に関する事務管理、給料の計算と支給事務、旅費精算や福利厚生の事務手続など[1]。
- 会計関係 - 学校予算を管理し、教材など必要な備品購入や支払事務、学校設備の保守、授業料や給食費といった費用の徴収など[1]。
- 教務関係 - 入学・卒業、転入・転出等の手続、教科書や教材購入に関する事務手続など[1]。
- その他 - 生徒・学生の募集や入試に関する事務、進学、就職等に関する事務など[1]。

入職に際して、特別な学歴や資格は必要ない。公立学校では地方公務員が配属され、私立学校では独自の採用試験が行われる。また、私立学校では中途採用も多い。